# Raoul de Beauvais
Raoul de Beauvais (fl. metà XIII secolo) è stato un troviero proveniente dalla zona a nord-est di Parigi.
Il suo periodo di attività è stimato in base ai suoi lavori raggruppati insieme a quelli di altri trovieri della metà del XIII secolo nei chansonniers. Gli vengono attribuite sei canzoni, tre delle quali ascritte (probabilmente in modo erroneo) a Jehan Erart. Esse mostrano una gran varietà di forme poetiche e musicali. 
Tutte e sei le canzoni hanno ritornelli. Sia Quant la sesons renouvelle che El mois de mai par un matin (ugualmente attribuite a Erart) sono pastourelles. In modo particolare è interessante il contrasto fra stanza e ritornello in Deles un pre verdoiant (anche attribuita a Erart). Ogni stanza di quattro versi contiene tre cadenze aperte (ogni verso eccetto l'ultimo), ma il ritornello di tre versi usa cadenze chiuse. Melodicamente, tuttavia, sia i versi aperti delle stanze che quelli del ritornello sono simili. Oltre a questi tre componimenti, Raoul scrisse anche:
- Au dieu d'amors ai requis un don
- Remembrance de bone amour
- Puis que d'Amours m'estuet chanter (ugualmente attribuita a Erart)